# Reginald Miles
Reginald Miles   (Springston, 10 de desembre de 1892 - Figueres, 20 d'octubre de 1943) va ser un brigadier i soldat professional que va servir a les Forces Militars de Nova Zelanda durant la Primera i la Segona Guerra Mundial.
Miles es va graduar el 1914 a l'Australian Royal Military College, Duntroon, de Nova Zelanda. Va servir com a oficial d'artilleria a la Primera Guerra Mundial i va rebre l'Ordre de Servei Distingit per les seves accions durant l'ofensiva de primavera alemanya. Va romandre a l'exèrcit després de la guerra, ocupant comandaments d'artilleria durant els anys següents. Quan va esclatar la Segona Guerra Mundial, Miles era l'⁣Intendent General de les Forces Militars de Nova Zelanda. El 1940, va ser adscrit a la 2a Divisió de Nova Zelanda com a comandant d'artilleria. Va veure l'acció durant la batalla de Grècia i més tard durant l'operació Crusader al nord d'Àfrica. Capturat durant els combats prop de Tobruk a finals de 1941, va ser retingut en un camp de presoners de guerra a Itàlia, però va escapar l'abril de 1943 amb cinc oficials més, inclòs el seu compatriota James Hargest. A l'octubre, Miles havia fet el seu camí cap a Espanya on, superat per la depressió, es va suïcidar.

## Joventut
Reginald Miles va néixer a Springston, prop de Christchurch, el 10 de desembre de 1892 de William i Mary Miles, que eren grangers. Format a l'institut de Rangiora, va ser acceptat a l'escola de cadets el 1910. Va ser un dels nombres limitats d'oficials cadets de Nova Zelanda que, el 1911, es van matricular al Royal Military College de Duntroon, Austràlia, com a part de la primera promoció de la universitat després de la seva creació.

## Primera Guerra Mundial
Era un estudiant molt ben valorat i estava a l'últim any de la seva formació a Duntroon quan va esclatar la Primera Guerra Mundial l'estiu de 1914. Immediatament, es va oferir voluntari per a la Força Expedicionària de Nova Zelanda (NZEF) i va ser destinat al Batalló d'Infanteria de Canterbury. Va emmalaltir abans que la NZEF abandonés Nova Zelanda cap a l'Orient Mitjà i va ser donat d'alta. En recuperar-se, es va tornar a allistar a la NZEF i aquesta vegada va ser destinat a una bateria d'obusos a l'Artilleria de Camp de Nova Zelanda. Es va embarcar cap a Egipte el desembre de 1914 amb un grup de reforços per a la NZEF. Va ocupar el rang de capità durant la campanya de Gal·lípoli i va resultar greument ferit el juliol de 1915. Després de recuperar-se, va tornar al front poc abans de l'evacuació de Gal·lípoli el desembre de 1915. Va ser durant poc temps ajudant de la 1a Brigada d'Artilleria de Camp, però més tard va ser traslladat a la 15a Bateria. Va servir al front occidental amb aquesta unitat i va participar en la batalla del Somme a la segona meitat de 1916. Com a resultat de la seva fermesa en l'acció, va rebre la Creu Militar (MC) el desembre de 1916. El maig de 1917 va ser ascendit a major i nomenat comandant d'una bateria d'obusos.
El juliol de 1918, Miles va rebre l'⁣Ordre de Servei Distingit (DSO), després d'haver estat recomanat originalment per a la Creu de Victòria, per les seves accions durant l'⁣ofensiva de primavera alemanya. La seva bateria havia estat amenaçada per un avanç de l'enemic. Va aplegar la infanteria propera per reforçar la seva posició, que gairebé havia esgotat les seves municions, i va fer una trinxera de foc. Aleshores va emprendre un reconeixement abans de la seva posició, però va ser ferit per un franctirador. La citació del DSO deia:
| «                                               | "Per una galanteria conspícua i devoció al deure. Va lluitar contra la seva bateria fins que l'enemic es va trobar a menys de 500 iardes, i la seva munició es va esgotar, alhora que va reunir els retardats d'infanteria i la tripulació d'una trinxera de foc, després va fer un reconeixement en un bosc enviant informació valuosa. Finalment, va ser ferit pel tret d'un rifle a poca distància. | » |
| — The London Gazette, No. 30813, 23 juliol 1918 | |   |

Després de recuperar-se de les seves ferides, Miles va tornar al servei actiu al juliol com a major de brigada de l'Artilleria de Camp de la Divisió de Nova Zelanda. Va rebre una menció als Despatxos el novembre de 1918. La guerra va acabar aquell mateix mes, a causa de l'armistici amb Alemanya.

## Període d'entreguerres
Després del seu retorn a Nova Zelanda, Miles va servir com a comandant de les defenses de Wellington Harbour. El 1924 va ser destinat a Anglaterra per assistir al British Staff College de Camberley, després del qual va fer cursos d'artilleria especialitzada. Va tornar a Nova Zelanda el 1926 i, després de servir al quarter general de l'exèrcit a Wellington, va ser destinat a Auckland per comandar unitats d'artilleria. Mentre estava a Auckland, va rebre la medalla del jubileu de plata del rei Jordi V. El 1937, va ser ascendit a coronel i nomenat comandant del Districte Militar del Nord. L'any següent va ser enviat de nou a Anglaterra per assistir a l'Imperial Defense College. Després va ser adscrit a l'⁣Oficina de Guerra durant tres mesos abans de tornar a Nova Zelanda el 1939. El setembre de 1939, va ser nomenat Intendent General de les Forces Militars de Nova Zelanda.

## Segona Guerra Mundial

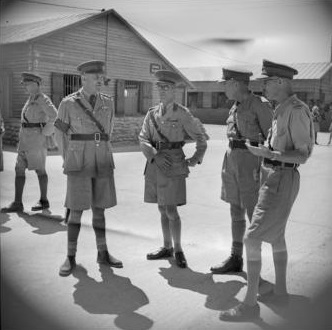
El brigadier Reginald Miles (al davant a esquerre, amb braçalet), Harold Barrowclough (centre) i Graham Parkinson (segon dret) esperen una cerimònia de lliurament de medalles a Maadi, Egipte. El major general Bernard Freyberg es troba a l'esquerra al fons.

El gener de 1940, Miles va ser ascendit a brigadier i adscrit a la 2a Divisió de Nova Zelanda com a comandant. El seu comandament estava format per tres regiments de camp, un per cada brigada de la divisió, així com un regiment antitancs. El març de 1940 va ser enviat a Egipte, on havien arribat els primers elements de la divisió, però després va ser enviat a Anglaterra, on passaria la resta de l'any. Aquí va comandar una part de la divisió que s'havia desviat cap allà mentre estava en trànsit. Un primer intent d'unir-se a la part principal de la divisió a l'Orient Mitjà l'octubre de 1940 va ser frustrat quan el vaixell on viatjava va ser bombardejat i obligat a tornar a Anglaterra.

### Grècia
Miles va servir durant tota la campanya de Grècia i va tenir un paper clau en l'organització de la retirada de la divisió mentre es retirava davant l'avanç dels alemanys. La seva artilleria va permetre a la infanteria de Nova Zelanda defensar-se dels atacs a la llum del dia i després retirar-se a la nit. L'artilleria va ser particularment vital a l'hora de cobrir els terrenys alts no defensats als flancs de la 6a Brigada d'Infanteria, ja que ocupava una posició de retenció a les Termòpiles. Miles va rebre comentaris positius per la seva feina durant aquest període, i també va rebre la Creu Grega del Valor. Va prendre breument el comandament de totes les forces de Nova Zelanda a Creta, on la major part de la divisió havia estat evacuada de Grècia, però després d'uns dies va continuar cap a Egipte i es va perdre la posterior batalla de Creta. Algunes de les seves unitats d'artilleria també havien abandonat Creta, encara que sense gran part del seu equipament, abans dels combats.

### Nord d'Àfrica
Després de la convalescència, Miles es va tornar a incorporar a la 2a Divisió de Nova Zelanda al nord d'Àfrica, on s'estava reformant després de les pèrdues incorregudes a Grècia i Creta. Després va participar en l’Operació Crusader. Durant aquesta campanya, destinada a aixecar el port assetjat de Tobruk, la 2a Divisió de Nova Zelanda es va veure implicada en forts combats al voltant de Sidi Rezegh, on Miles va desplegar l'artilleria en suport de la 6a Brigada d'Infanteria. Després d'haver establert un passadís cap a Tobruk, el comandant de la divisió, el major general Bernard Freyberg, es va preocupar que no poguessin mantenir-lo obert. El 30 de novembre, va confiar a Miles el permís del tinent general Alfred Godwin-Austen, el comandant del cos, per retirar-se a Tobruk o al seu costat. Es va concedir un permís provisional, però només si Sidi Rezegh no es podia retenir. No obstant això, el mateix dia la 6a Brigada va ser envaïda per elements de la 15a Divisió Panzer.

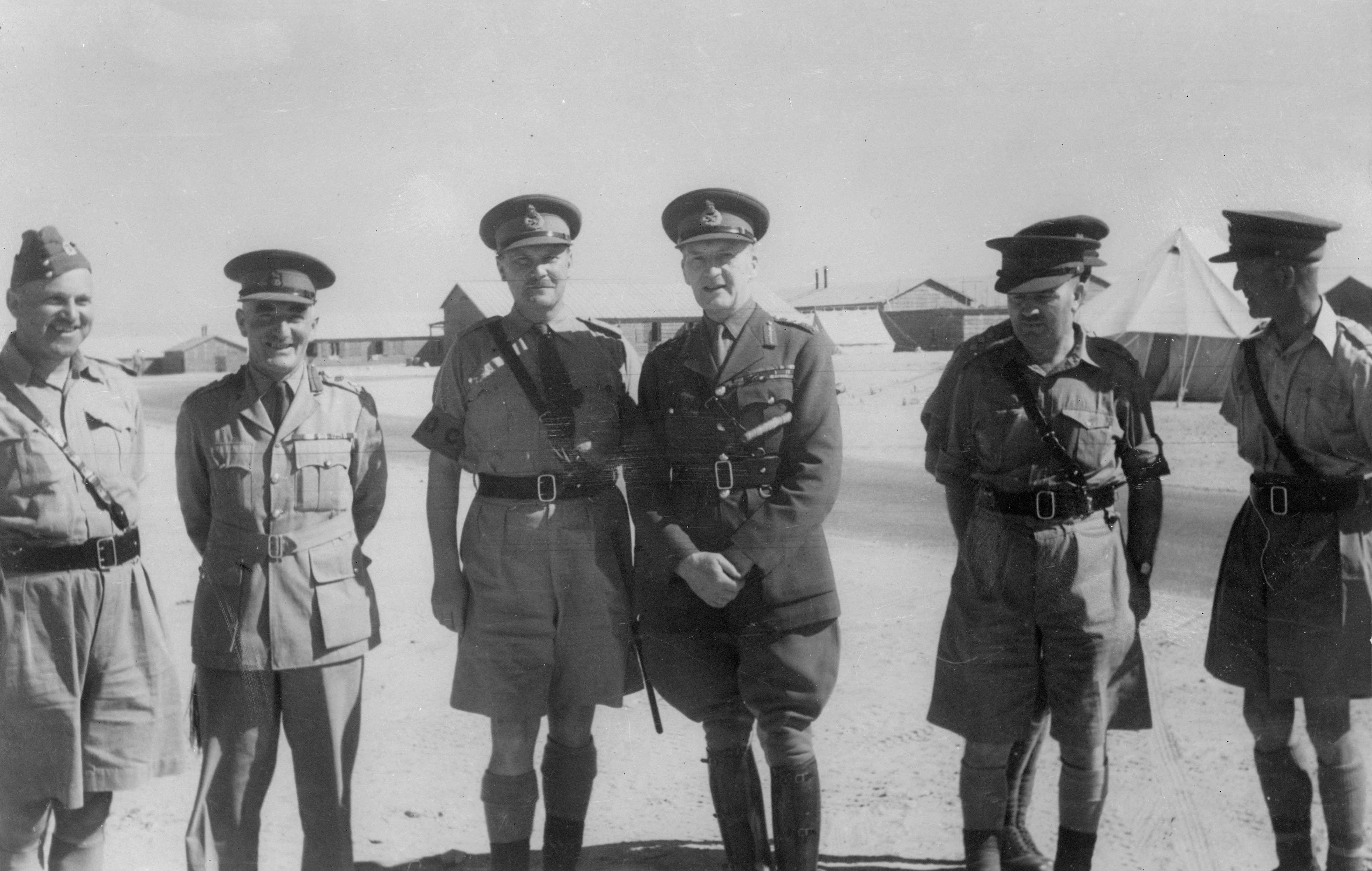
El general John Dill, cap britànic de l'Estat Major Imperial, visita el camp de Maadi, Egipte. D'esquerra a dreta: els brigadistes R. Miles i E. Puttick, el major general Freyberg i el general Dill, els brigadistes J. Hargest i HE Barrowclough.

Miles va informar a Freyberg, quan encara desconeixia el destí de la 6a Brigada a causa de les males comunicacions, de les instruccions de Godwin-Austen en el seu retorn a la seu de la 2a Divisió de Nova Zelanda a principis de l'1 de desembre. Més tard, aquell dia, el 6è Regiment de Camp va ser envaït per les forces alemanyes que avançaven cap a Belhamed. Miles, preocupat per la seva artilleria donada la incertesa que envoltava l'estat de la 6a Brigada, va estar present en una inspecció de la zona de batalla i es va moure, rifle en mà, animant els seus homes i ordenant-los que disparessin els seus canons i mantinguessin els ulls ben oberts. Finalment, va ser ferit i fet presoner. Aquesta acció va ser el dia més costós de la guerra per a l'artilleria divisional, amb 275 baixes, entre elles 96 presoners de guerra, Miles entre ells.

### Presoner de guerra
Juntament amb el brigadier James Hargest, el comandant de la 5a Brigada d'Infanteria de Nova Zelanda i capturat al mateix temps, Miles va arribar al camp de presoners de guerra italià Vincigliata PG 12 el 1942. El campament era un castell medieval prop de Florència, on es va trobar entre altres personals d'alt rang capturats com el tinent general Sir Philip Neame, el general Sir Richard O'Connor i el mariscal de l'aire Owen Tudor Boyd. Miles es va instal·lar en la rutina del campament i es va convertir en jardiner, i va participar activament en els intents d'escapament. Juntament amb Hargest, va escapar a través d'un túnel que va ajudar a construir i es va dirigir a Suïssa l'abril de 1943. Neame va rebre una carta codificada anunciant el seu èxit quinze dies després.
Miles era un dels tres homes (Hargest era un dels altres) coneguts per la Intel·ligència Militar Britànica que havien escapat d'un camp de presoners de guerra italià i es van dirigir a un altre país abans de l'armistici amb Itàlia. A Suïssa, Miles i Hargest es van separar i van viatjar de manera independent. Com va escriure Hargest al seu llibre Farewell Campo 12, "Estava a Lucerna quan en Miles em va trucar per dir-me que estava fora i per indicar-li que el seguiria més tard". Després d'haver viatjat fins a la frontera espanyola el 20 d'octubre de 1943, esgotat i deprimit, Miles es va disparar. Va ser enterrat amb honors militars, i escortat fins al seu darrer lloc de descans al cementiri municipal de Figueres per membres del consolat britànic i un grup d'oficials espanyols. Poc abans de la seva mort, es va confirmar el seu nomenament com a Comandant de l'Ordre de l'Imperi Britànic.
Miles va rebre a títol pòstum un reconeixement pels seus esforços per escapar d'Itàlia. La citació de l'advocacia, publicada a la New Zealand Gazette el 21 de setembre de 1944, deia:
| «                                           | "Escapada del Camp 24 hores. 3200, Itàlia (Camp del General). Aquest campament estava molt ben vigilat i, en conseqüència, es va decidir que l'únic mètode possible d'escapament seria a través d'un túnel. El 18 de setembre de 1942 es va iniciar el túnel. Tots els oficials i altres graus van treballar, a excepció d'un oficial que estava esperant la repatriació. L'entrada al túnel era a través d'una capella segellada on es col·locava tot el sòl. L'obra, que consistia en un túnel de 3 peus per 3 peus, 40 peus de llarg amb un eix de 10 peus a l'entrada i un eix de 7 peus a la sortida, es va acabar a finals de febrer de 1943. A les 21.00 hores del 29 de març de 1943, els brigadistes Miles i Hargest, en companyia de quatre agents més, van escapar pel túnel. Els altres quatre agents van ser recapturats posteriorment. Els brigadistes Miles i Hargest es van vestir d'obrers i, després d'anar caminant fins a l'estació de Florència, van agafar un tren cap a Milà on van anar a l'estació del Nord. Van agafar un tren cap a Como i van caminar cap a Chiasso. A 2 quilòmetres de Chiasso van deixar la carretera principal i van continuar a través del país fins que van arribar a una muntanya al sud de Chiasso, on la frontera es trobava al llarg del vessant oposat d'una vall, sota d'ells. La frontera consistia en una gran xarxa de 12 peus d'alçada entrellaçada amb esbarzers i amb petites campanes prop de la part superior. Van tallar el cable amb unes pinces a ras del terra sense fer massa soroll i van arribar a territori suís a les 22 hores del 30 de març de 1943. Es van lliurar a la policia a Mendrisio i van ser alliberats a Berna el 2 d'abril de 1943. | » |
| — The New Zealand Gazette, 21 setembre 1944 | |   |

## Llegat
A Miles li van sobreviure les seves quatre filles del seu matrimoni amb Aimée Zita Donnelly, amb qui s'havia casat a Egipte el 1916, i la seva segona dona, Rosalind Georgette Bisset-Smith, amb qui s'havia casat el 1940 després de la mort de la seva primera dona uns quants. anys abans. El seu segon matrimoni no va tenir fills. El seu únic fill va ser tinent de la Fleet Air Arm; també va servir a la Segona Guerra Mundial i va morir viatjant a bord de l'HMS Glorious quan el vaixell va ser atacat i enfonsat pels cuirassats alemanys Scharnhorst i Gneisenau davant de Noruega el 8 de juny de 1940.

### Medalles
Les medalles de Miles les tenia la família, que havia aconseguit recollir-les després d'haver-ne perdut algunes. El 13 d'agost de 2009, van ser donades al Museu Nacional de l'Exèrcit de Waiouru, Nova Zelanda, en una cerimònia de presentació a la qual va assistir el cap de l'exèrcit de Nova Zelanda, el major general Rhys Jones.

### Homenatge a Figueres
El dissabte 21 d'octubre de 2023 Figueres va fer-li un homenatge amb la presència de l'ambaixadora de Nova Zelanda, representants de l'exèrcit de Nova Zelanda i familiars de Reginald Miles, després que alumnes de l'Institut Ramon Muntaner de Figueres investiguessin sobre la seva vida.